# Un homme presque parfait
Pour les articles homonymes, voir Nobody's Fool.
Cet article concerne le roman. Pour l'adaptation cinématographique, voir Un homme presque parfait (film).
Un homme presque parfait (titre original : Nobody's Fool) est un roman de l'écrivain américain Richard Russo paru en 1993 et traduit en français par Jean-Luc Piningre, Josette Chicheportiche et Françoise Arnaud-Demir en 1995 aux éditions La Table ronde. 

## Adaptation
Le roman est adapté en 1994 sous le nom de Un homme presque parfait (Nobody's Fool) par  Robert Benton.